# سعد رفيق
خواجة سعد رفيق (بالأردوية: خواجہ سعد رفیق)‏، (ولد في 4 نوفمبر 1962) سياسي باكستاني وعضو في الجمعية الوطنية الباكستانية منذ أكتوبر 2018.
أحد قادة الرابطة الإسلامية الباكستانية (ن)، عمل سابقًا وزيراً للسكك الحديدية في حكومة عباسي في الفترة من أغسطس 2017 إلى مايو 2018، وفي وزارة نواز شريف الثالثة من 2013 إلى 2017، وتولى حقيبة وزارة الثقافة وشئون الشباب لفترة وجيزة خلال وزارة جيلاني عام 2008.
كان رفيق عضوا في الجمعية الوطنية الباكستانية من 2002 إلى مايو 2018، وعمل مساعدًا خاصًا لرئيس الوزراء لشؤون الشباب من 1997 إلى 1999 في ظل وزارة شريف الثانية.